# Districtul Kistelek
Kistelek (în maghiară Kisteleki járás) este un district în județul Csongrád, Ungaria.
Districtul are o suprafață de 410,2 km2 și o populație de 18.429 locuitori (2013).